# Лімбах (Фогтланд)
Лімбах (нім. Limbach) — громада в Німеччині, розташована в землі Саксонія. Входить до складу району Фогтланд. Складова частина об'єднання громад Нечкау-Лімбах.
Площа — 14,16 км2. Населення становить 1420 ос. (станом на 31 грудня 2020).

## Галерея

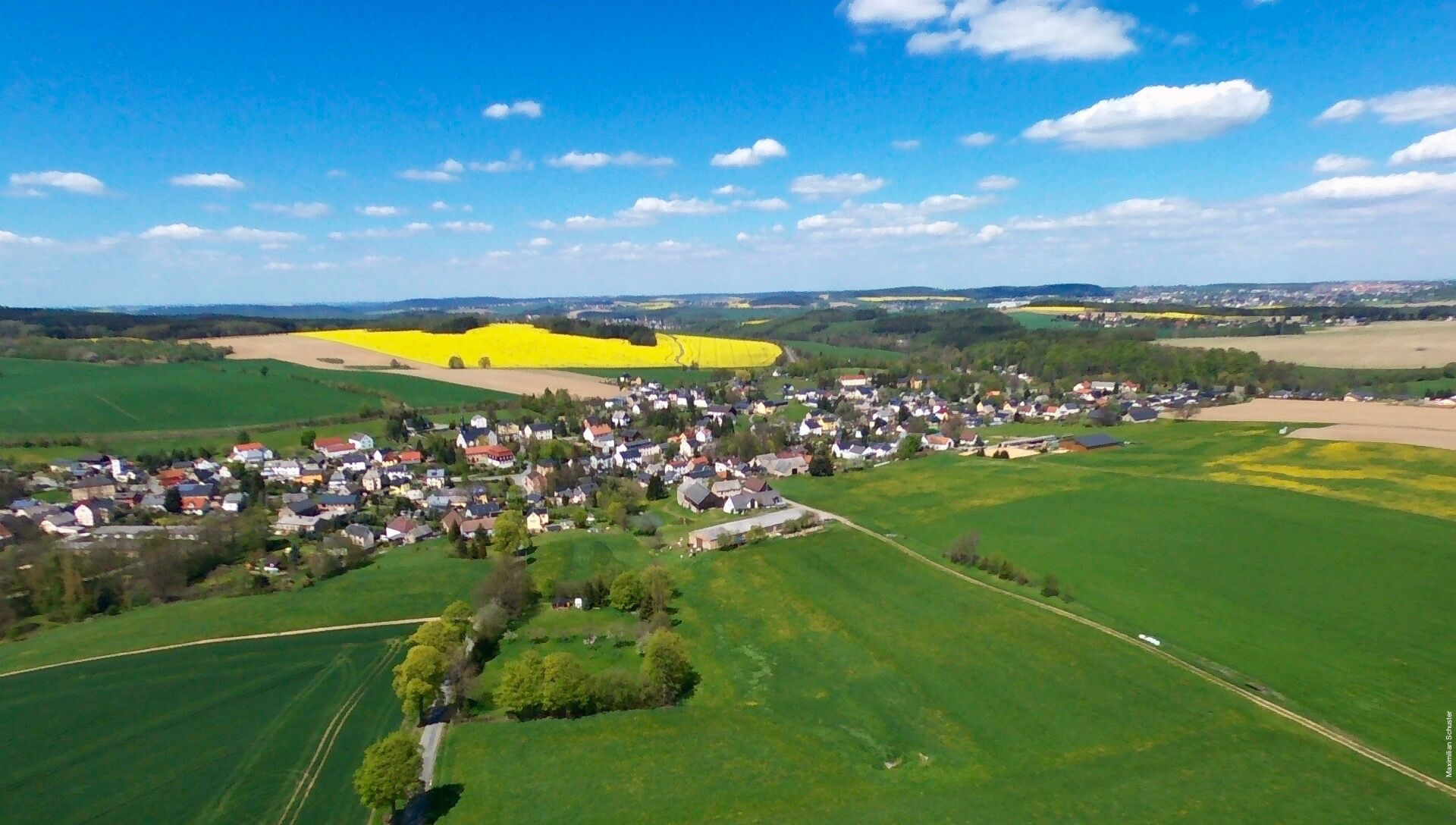
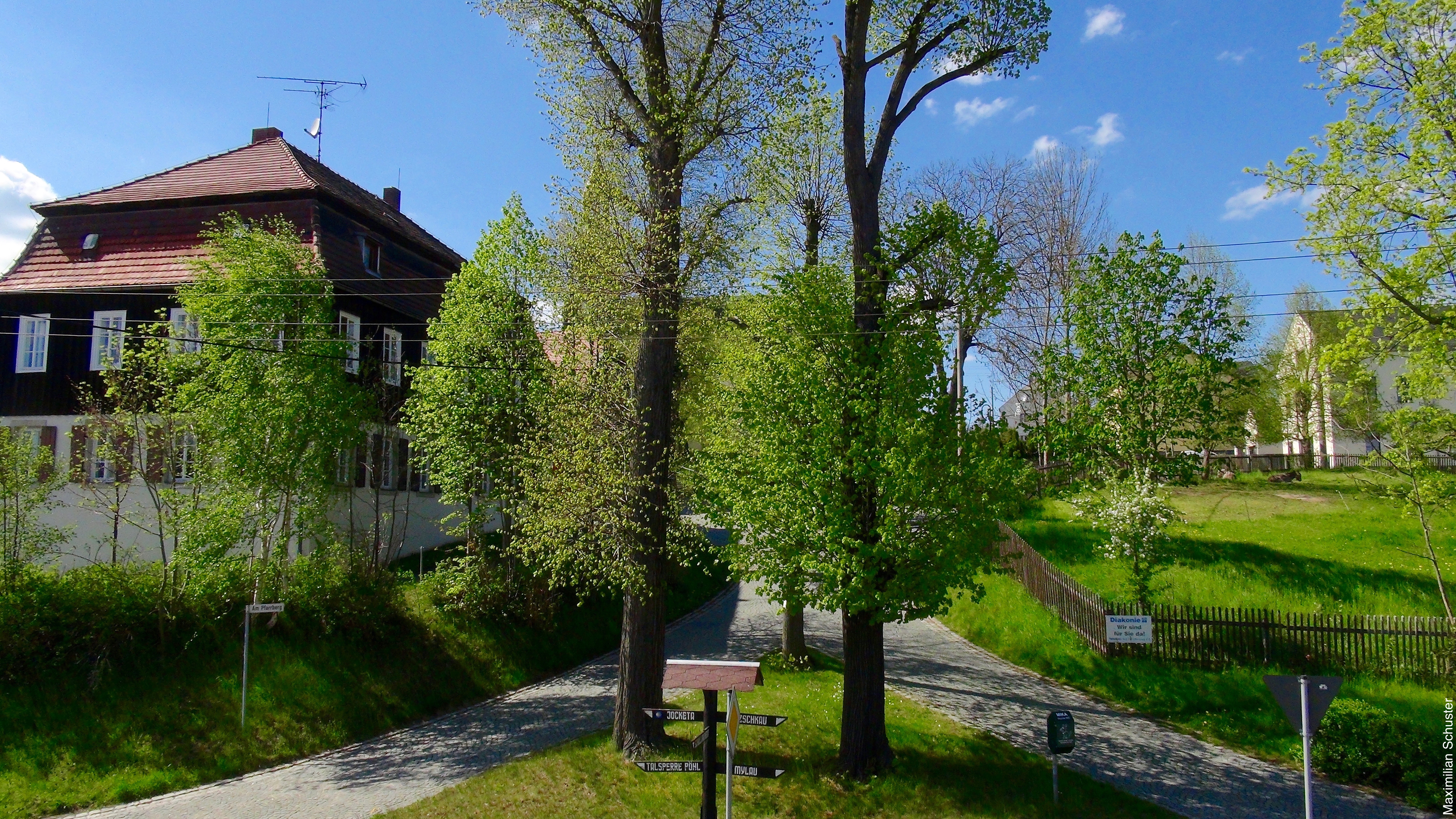
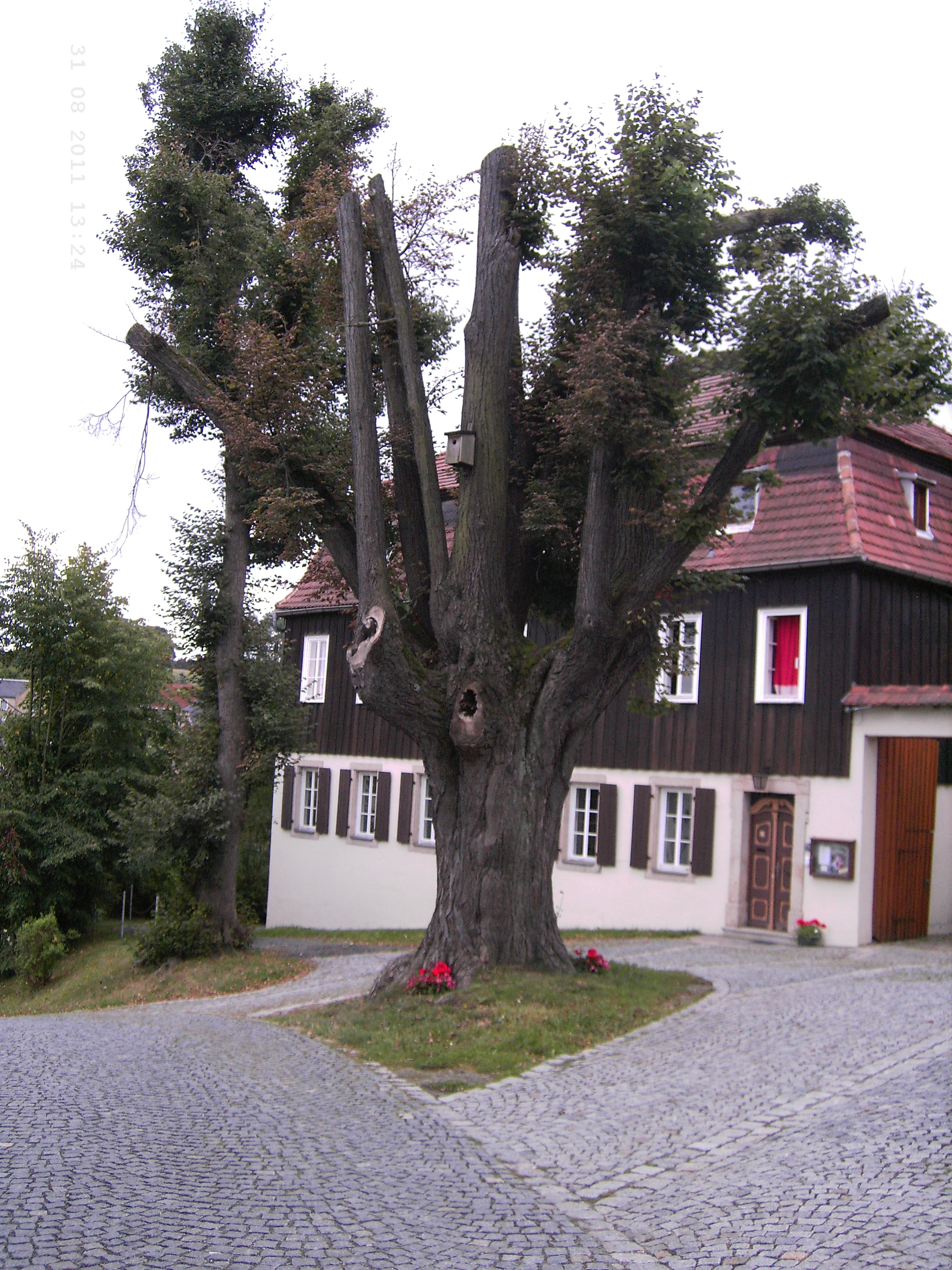
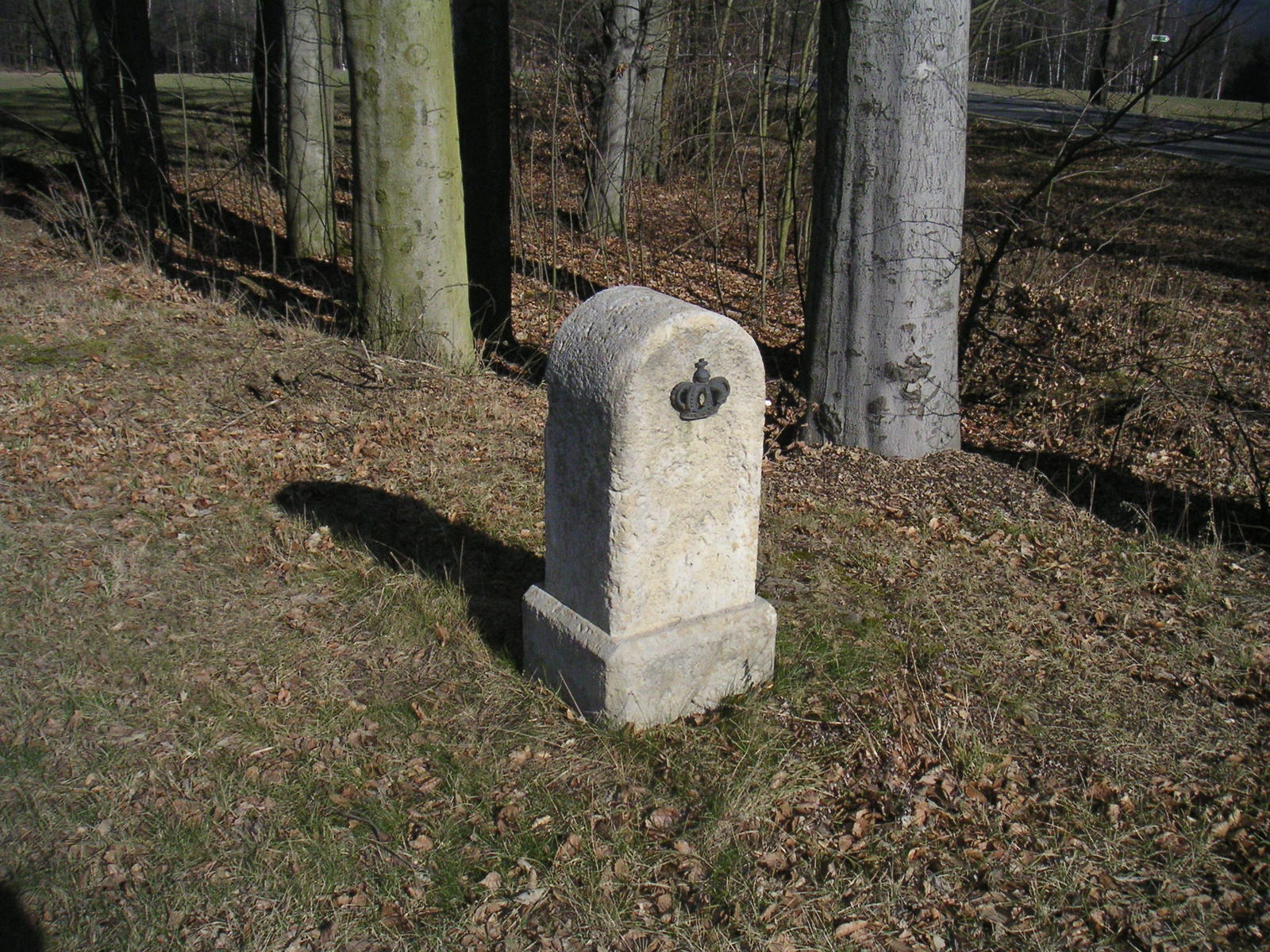
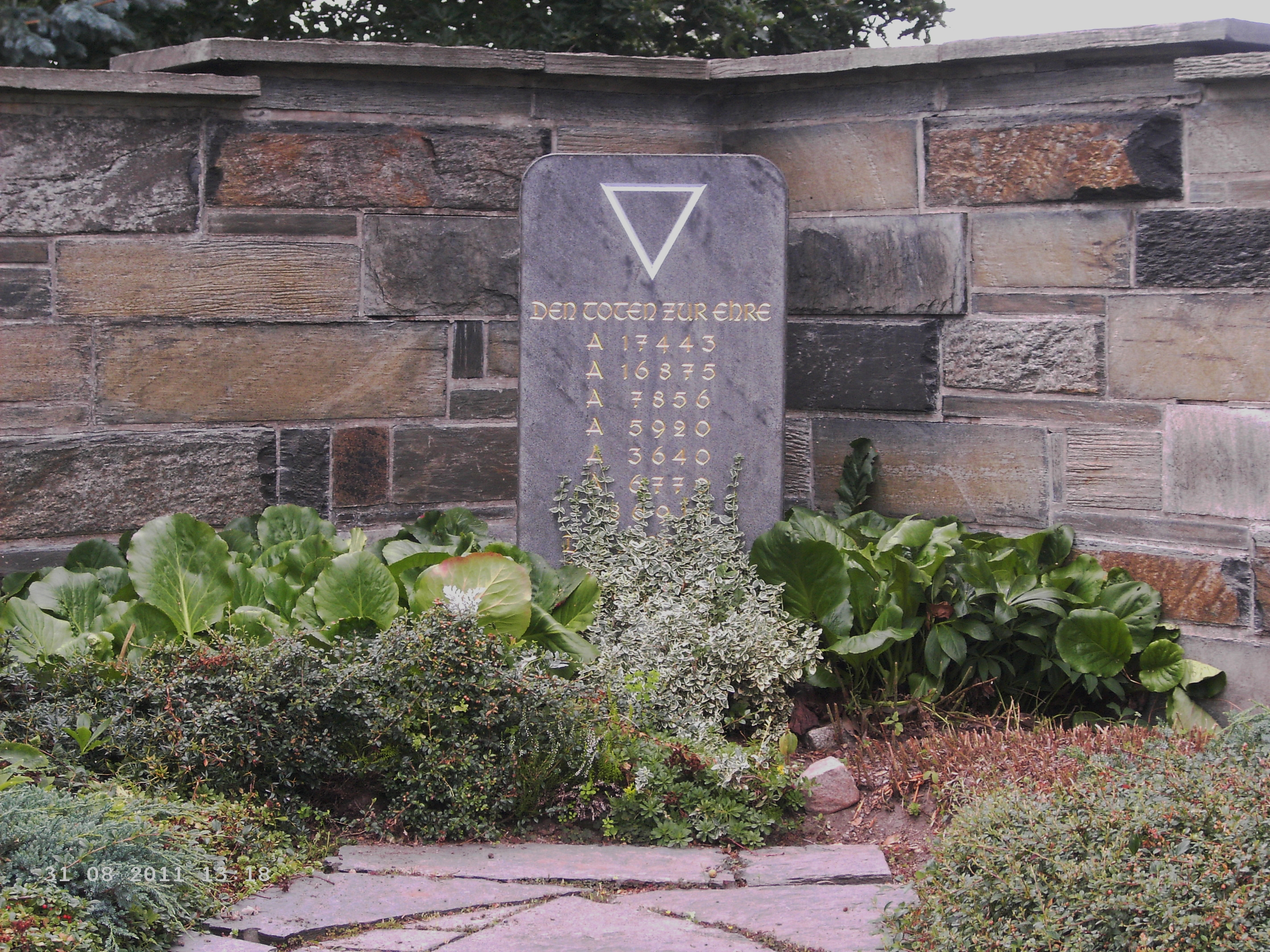
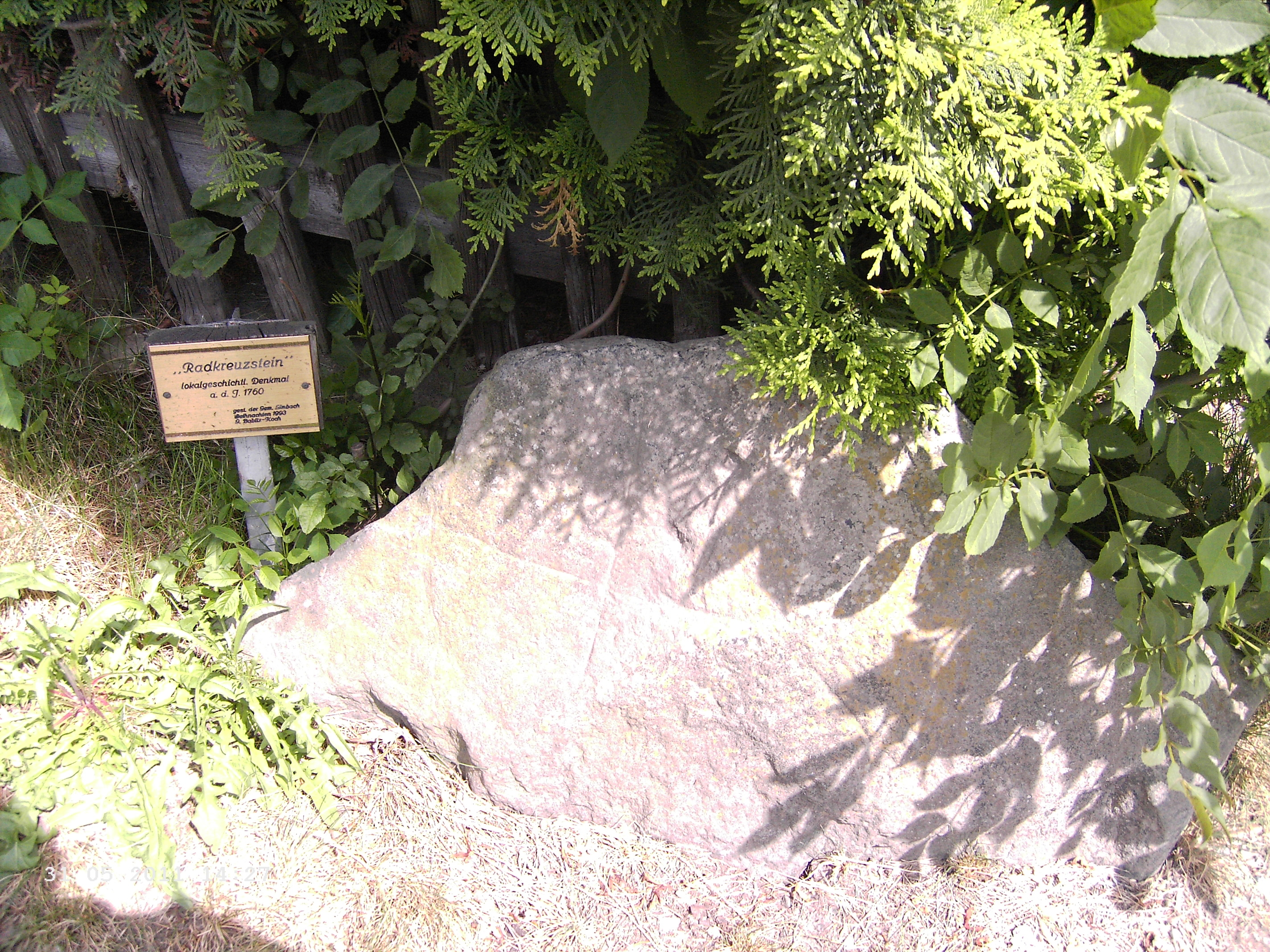